# Copernicaanse revolutie

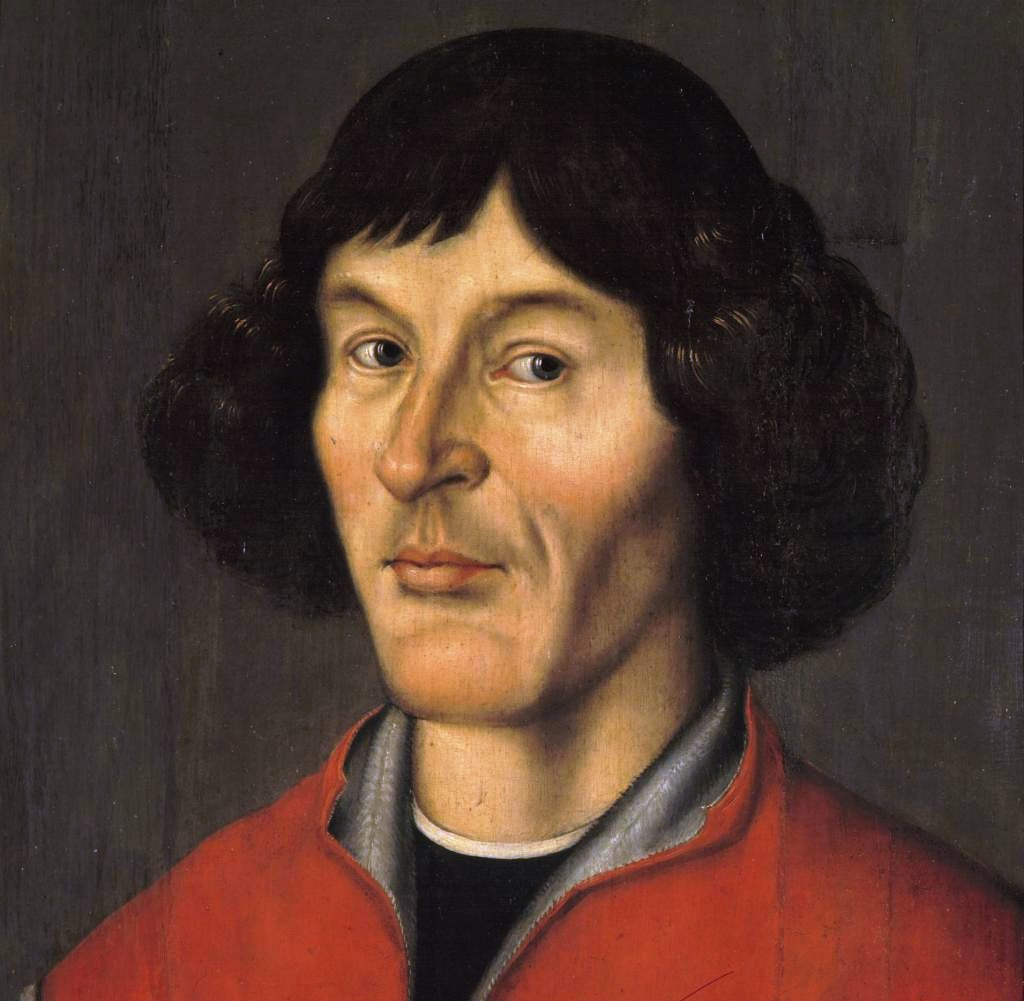
Nicolaas Copernicus

Een copernicaanse revolutie, omkering of wending is een radicale heroriëntatie van een wetenschap of filosofie. Het eerste deel van het begrip dankt zijn naam aan de sterrenkundige Nicolaas Copernicus (1473-1543), die de aanzet gaf tot de verschuiving van het geocentrische naar het heliocentrische wereldbeeld. De heliocentrische leer maakte het heelal in principe eenvoudig en doorzichtig, en door de aanvaarding van die leer kon zich de moderne natuurwetenschap ontwikkelen. 
Volgens de filosoof Immanuel Kant bestaat de copernicaanse wending daaruit dat de te kennen objecten zich moeten conformeren aan de voorwaarden van het subject dat de kennis vergaart. Anders geformuleerd: wij bekijken alles als het ware door een roze bril, gekleurd door ons eigen kenvermogen dat werkt met zijn eigen aangeboren concepten van ruimte en tijd, en oorzakelijke verbanden. Het ding an sich, de werkelijkheid zoals ze voor zichzelf is, onbewerkt door ons kenvermogen, is voor ons dus niet kenbaar. Door deze inzichten werd Kant ook de voorloper van het Duits idealisme.